# Aneflus pubescens
Aneflus pubescens là một loài bọ cánh cứng trong họ Cerambycidae.